# Ибраимов, Мемет Ибраимович
Меме́т Ибраи́мович Ибраи́мов (крымскотат. Memet İbraim oğlu İbraimov, Мемет Ибраим огълу Ибраимов; 1907 — ?).
Член ВКП(б) с 1929 года.
С 1937 года по 5 апреля 1942 года занимает должность Председателя Совета народных комиссаров Крымской АССР.
С 12 декабря 1937 года в качестве одного из 15 делегатов Крымской АССР становится депутатом Верховного Совета СССР I созыва, входит в Совет Национальностей.
С 21 июля 1938 года избирается депутатом Верховного Совета Крымской АССР от Симферополя.
Вскоре после начала Великой Отечественной войны ценные партийные работники и всё руководство Крымской АССР перевозятся на Кавказ